# Suicide Squad
 Ikke at forveksle med filmen The Suicide Squad fra 2021
Suicide Squad er en amerikansk superheltfilm fra 2016. Filmen er skrevet og instrueret af David Ayer, og har Will Smith, Jared Leto, Margot Robbie, Joel Kinnaman, Jai Courtney, Cara Delevingne og Viola Davis i hovedrollerne.

## Medvirkende
- Will Smith som Floyd Lawton/Deadshot
- Jared Leto som Jokeren
- Margot Robbie som Dr. Harleen F. Quinzel/Harley Quinn
- Ben Affleck som Bruce Wayne/Batman
- Jai Courtney som Captain Boomerang
- Joel Kinnaman som Rick Flag
- Cara Delevingne som June Moone/Enchantress
- Adewale Akinnuoye-Agbaje som Waylon Jones/Killer Croc
- Viola Davis som Amanda Waller
- Jay Hernandez som Chato Santana/El Diablo
- Karen Fukuhara som Tatsu Yamashiro/Katana
- Adam Beach som Christopher Weiss/Slipknot
- Common som Monster T